# Turbonilla bakeri
Turbonilla bakeri är en snäckart som beskrevs av Bartsch 1912. Turbonilla bakeri ingår i släktet Turbonilla och familjen Pyramidellidae. Inga underarter finns listade i Catalogue of Life.